# SN 2007bd
SN 2007bd – supernowa typu Ia odkryta 4 kwietnia 2007 roku w galaktyce UGC 4455. W momencie odkrycia miała maksymalną jasność 18,40m.